# Egyptiska revolutionen 1952
Statskuppen i Egypten 1952 (arabiska: ثورة 23 يوليو 1952), även kallad 23 juli-revolutionen, började den 23 juli 1952, med en  statskupp utförd av Fria officerarna-rörelsen, en grupparméofficerare ledda av Muhammad Naguib och Gamal Abdel Nasser. Först handlade det om att avsätta kung Farouk. Rörelsen hade dock fler politiska mål, som att avskaffa den konstitutionella monarkin och aristokratin i Egypten och Sudan, skapa en republik, minskade det brittiska inflytandet, och säkra Sudans självständighet (Sudan styrdes vid denna tid som ett anglo-egyptiskt kondominat). Den nya revolutionära regeringen förde en nationalistisk, antiimperialistisk politik, vilken uttrycktes genom arabisk nationalism, och internationell alliansfrihet.
Revolutionen sågs som ett hot av västmakterna, framför allt Storbritannien, som haft en militär närvaro i Egypten sedan 1882, och Frankrike, vilka var på sin vakt mot växande nationalistiskt medborgare i de delar av Arabvärlden och Afrika där de hade starkt inflytande. Den pågående Arab-israeliska konflikten utgjorde också ett allvarligt hot, då officerarna stärkte Egyptens redan starka stöd till palestinierna. Dessa frågor ledde fyra år senare till att Egypten angreps av Storbritannien, Frankrike och Israel i Suezkrisen 1956. Trots stora militära förluster, sågs kriget som en politisk seger för Egypten, speciellt eftersom Suezkanalen kom i egyptiska händer för första gången sedan 1875, vilket gjorde slut på något man sett som en symbol för nationell förnedring. Dessutom stärktes viljan till revolution i andra arabiska och afrikanska länder.
Jordbruksreformer och starka industrialiseringsprogram följde de kommande 15 åren, vilket ledde till en aldrig tidigare skådad av uppbyggnad av infrastruktur och urbanisering. Under 1960-talet präglades utvecklingen av arabisk socialism, vilket gjorde Eypgen till en planekonomi. Rädslan för väststödd kontrarevolution, inhemska religiös fanatism, möjlig kommunistisk infiltrering, och konflikten med användes som skäl för att motarbete och begränsa friheten för den politiska oppositionen, och flerpartisystemet avskaffades. Dessa restriktioner kvarstod fram tills Anwar Sadat tog över 1970, då stora delar av revolutionspolitiken lättades.

## Minne
Minnet av revolutionen firas på Revolutionens dag, en årlig allmän helgdag i Egypten, den 23 juli.